# 加梅薩爾村
加梅薩爾村（波斯語：‎，罗马化：Garmāy Sar），是伊朗吉兰省阿姆拉什县兰库区科吉德鄉的一个村。2006年人口普查顯示該村人口为30人，分佈在7个家庭中。